# Såpopera
En såpopera (engelska: soap opera), såpa eller tvålopera är en TV-serie i följetongsformat av sentimental eller melodramatisk karaktär. Dagligvarujätten Procter & Gambles eget produktionsbolag producerade och sponsrade världens första såpopera som sändes i amerikansk radio på 1930-talet. Procter & Gamble var kända för att tillverka tvål, soap på engelska, vilket ledde till att termen soap opera myntades.

## Historia
Den moderna dramaserien har sitt ursprung i amerikanska radiodramer som sändes under dagtid på 1920-talet. Dessa riktade sig främst till hemmafruar. Sponsringen i programmen var följaktligen främst riktad till dessa, vilket medförde en stor koncentration av reklam för tvättmedel. Termen soap opera kommer från det engelska ordet för tvål (och delvis även tvättmedel) ”soap”. Detta översattes sedan direkt till svenska, och ordet kom att bli såpopera (ofta förkortat till endast såpa). Den första större TV-såpan var Faraway Hill från 1946.
Guiding Light från 1952 är den amerikanska dagsåpan som är föregångaren i genren och är också den hittills mest långlivade. Serien sändes i 57 år och lades ner år 2009. Den började som radioserie redan 1937 och gick 1952 över till att bli en TV-serie som skulle komma att utgöras av 15 762 avsnitt. Serien skapades av Irna Phillips och handlar om en grupp familjer i den påhittade staden Springfield i mellanvästern.
Serien Lödder (Soap på originalspråket) var tänkt som en parodi på genren men blev med tiden själv en sådan. Det är antagligen genom detta program ordet har fått fäste i det svenska språket. Ironiskt nog hade det aldrig visats någon amerikansk såpopera i Sverige innan Lödder. Däremot hade brittiska serier som Forsytesagan (1967), Arvingarna, Onedinlinjen och Hem till gården blivit populära i Sverige redan tidigare.

## Procter & Gamble
Dagligvarujätten Procter & Gambles eget produktionsbolag producerade och sponsrade världens första såpopera, som sändes i amerikansk radio på 1930-talet. Procter & Gamble var kända för att tillverka tvål, soap på engelska, vilket är skälet till att termen soap opera myntades. När såpoperan bytte medium till TV under 1950- och 1960-talen producerades de allra flesta av Procter & Gamble Productions. Såpoperan Makt och begär sänds än idag på CBS och produceras och sponsras fortfarande av Procter & Gamble.
Några av de TV-serier som producerats av Procter & Gamble:
- Another World
- Makt och begär
- As the World Turns
- Guiding Light
- Lovers and Friends
- The Brighter Day
- The Catlins
- Our Private World
- The Edge of Night
- The First Hundred Years
- For Richer, for Poorer
- From These Roots
- Search for Tomorrow
- Somerset
- Texas
- Young Doctor Malone

Procter & Gamble Productions var ursprungligen inblandade i Dawson's Creek som de skulle producera i samarbete med Sony Pictures Television men P&G hoppade av efter att pressen sågat serien och dess innehåll.

## Genren
Det är vanligt att en såpopera utspelas i en miljö där det finns ett begränsat antal personer, och där man kan skapa ett visst mått av dramatik. Ofta förläggs därför handlingen till en familj, eller en arbetsplats såsom ett sjukhus. Handlingen är oftast enkel att förstå, detta i syfte att locka en så bred publik som möjligt. Vanligt förekommande är även tillbakablickar, som gör att nytillkomna tittare kan börja följa med mitt i serien, eller mitt i en säsong.
En såpopera utmärker sig genom en kontinuerlig handling som främst baseras på karaktärernas relationer till varandra. Handlingen är ofta utsträckt över flera säsonger och har inget planerat slut. De äldsta amerikanska såporna har sänts i tiotusentals avsnitt och började sändas redan i radio på 1920-talet. Karaktärerna utvecklas och åldras ofta i samma takt som skådespelarna som spelar dem. Om en skådespelare vill sluta är det vanligt att rollen ersätts av en annan skådespelare; på så sätt behöver karaktären inte skrivas ut ur handlingen.
Både dags- och kvällssåpor använder ofta cliffhangers. Miljöerna kan variera, men de handlar om ungefär samma saker. Till exempel handlar Dallas om rika människor och Coronation Street mer om vardagsmänniskor.

### Dagtidssåpor
Dagtidssåpan gick från radio till TV under perioden 1940–1960-talet. Till skillnad från primetimesåporna sänds dagtidssåporna fem dagar i veckan och har ett betydligt högre produktionstempo, så att exempelvis scener spelas in i studio även när de ska föreställa utomhus. Några av dessa serier sänds än, såsom Våra bästa år. Ett tydligt kännetecken för dessa är scener som överlappar avsnitt, en utmärkande scen kan hålla på i flera avsnitt.

### Primetimesåpor
Kvällssåpan kallas primetime soap i USA. Här har man ett annat upplägg som mer liknar filmens, där det finns en förflyttning i tid. Exempel är Dallas, Maktkamp på Falcon Crest samt de svenska Rederiet och Varuhuset. En primetimesåpa brukar i regel inte sändas i över 1 000 avsnitt, oftast sänds de i omkring 200–400 avsnitt och är alltså avsnittsmässigt kortare än dagtidssåporna. Dock har primetimesåporna oftast mycket högre tittarsiffror än dagtidssåporna eftersom de sänds kvällstid på bästa sändningstid. Det svenska exemplet Andra Avenyn har fler likheter med en dagtidssåpa.

## Längst pågående i världen
Den här topplistan rankar de såpoperor som pågått under längst tid i världen samt de som sänt flest avsnitt.
|    | Serie | Start | Antal år | Antal avsnitt            | Status   |
| -- | --- | ----- | -------- | ------------------------ | -------- |
| 1  | Guiding Light Den här amerikanska dagsåpan var stilbildande i genren och pågick 57 år i TV-rutan. Egentligen är dess historia ännu längre eftersom den började som radioserie redan 1937. Den flyttade över till TV 1952 och det är det vi räknar här. Den 18 september 2009 sändes i USA avsnitt 15 762, det allra sista. Serien skapades av Irna Phillips och handlade om en grupp familjer i den påhittade staden Springfield i mellanvästern.                                   | 1952  | 57 år    | 15 762                   | Avslutad |
| 2  | General Hospital Den här sjukhussåpan gjorde sin debut 1963 och sände sitt 15 000:e avsnitt år 2022. Skapades av Frank och Doris Hursley. Är den såpopera i världen som har sänt flest avsnitt, av alla som fortfarande produceras och sänds. | 1963  | 62 år    | 15 579 (18 oktober 2024) | Pågår    |
| 3  | Days of Our Lives Serien följer invånarna i påhittade staden Salem. En av skaparna var Irna Phillips. Serien visas även i Sverige på Viafree, då under namnet Våra bästa år. I Sverige ligger man cirka tre år efter USA. Serien nämns ofta i TV-serien Vänner eftersom karaktären Joey fick jobb i Days of Our Lives. | 1965  | 59 år    | 14 968 (18 oktober 2024) | Pågår    |
| 4  | As the World Turns Dagtidssåpa som kretsade kring advokater, läkare och deras familjer i den fiktiva staden Oakdale. Serien hade premiär 1956 och lades ned den 17 september 2010. Serien var den första amerikanska halvtimmessåpan. Dessförinnan var en kvart det vanliga formatet. Skapad av samma Irna Phillips som låg bakom Guiding Light. | 1956  | 54 år    | 13 858                   | Avslutad |
| 5  | The Young and the Restless Serien skapades av William J. Bell och Lee Phillip Bell som skapade den fiktiva staden Genoa City, Wisconsin där hela serien utspelar sig. När serien debuterade på amerikansk television kretsade handlingen ursprungligen kring två familjer bosatta i staden Genoa City, den rika familjen Brooks och den fattiga familjen Foster. Premiären skedde den 26 mars 1973 och har sänts oavbrutet sedan dess. I Sverige har serien sänts i omgångar i TV4. | 1973  | 52 år    | 12 982 (18 oktober 2024) | Pågår    |
| 6  | Coronation Street Europas främsta bidrag till maratontoppen är brittiska Coronation Street som premiärsändes 1960. Följer grannarna på Coronation Street i fiktiva Weatherfield, som i sin tur baserats på Salford utanför Manchester. Serien har nu sänts i 64 år, och den satte rekord den 17 september 2010 som längst pågående såpa som fortfarande är i produktion. | 1960  | 64 år    | 11 392 (18 oktober 2024) | Pågår    |
| 7  | One Life to Live Utspelades i den fiktiva Philadelphiaförorten Llanview och kretsade i hög grad kring figuren Viktoria Lords liv och prövningar. Hade premiär den 15 juli 1968 och sändes dagligen fram tills den lades ned den 13 januari 2012. Totalt producerades 11 096 avsnitt. Skapades av Agnes Nixon, som även var huvudförfattare till Guiding Light. | 1968  | 43 år    | 11 096                   | Avslutad |
| 8  | All My Children Även denna skapad av Agnes Nixon. All My Children kretsade, i likhet med andra långkörare, kring människorna i en påhittad stad. Här försökte man medvetet arbeta in olika sociala frågor i handlingen. Serien hade premiär den 5 januari 1970 och sändes sedan i totalt 41 år med 10 712 avsnitt. Seriens sista avsnitt sändes den 23 september 2011. | 1970  | 41 år    | 10 712                   | Avslutad |
| 9  | Hem till gården Emmerdale (tidigare Emmerdale Farm) debuterade 1972 och är fortfarande en av de populäraste såporna i brittisk TV. I Sverige heter serien Hem till gården och sänds på TV4. | 1972  | 52 år    | 10 118 (18 oktober 2024) | Pågår    |
| 10 | Glamour (engelska: The Bold and the Beautiful) skapades av William J. Bell och Lee Phillip Bell. Serien utspelar sig i Los Angeles modevärld där familjen Forrester regerar med sitt företag Forrester Creations. Glamour hade premiär den 23 mars 1987. I Sverige sänds serien på Sjuan. | 1987  | 38 år    | 9 384 (18 oktober 2024)  | Pågår    |
| 11 | Search for Tomorrow Kretsade kring hemmafrun Joanne Gardner, och hennes vänner och grannar. Premiärsändes redan 1950 och var i likhet med flera av de andra serierna ett liveprogram från början. Totalt blev det 35 år (1951–1986) och 9 130 avsnitt. Agnes Nixon var inblandad, även om det var Roy Winsor som skapade serien. | 1951  | 35 år    | 9 130                    | Avslutad |
| 12 | Grannar (Neighbours) är en australisk såpa som startade 1985. Tittarna får följa livet på Ramsay Street i förorten Erinsborough. Serien var tidigare inriktad på traditionella familjeproblem, men har med tiden blivit mer dramatisk och med mer inriktning på ungdomar och unga vuxna. Största publiken har alltid funnits i Storbritannien. I Sverige har Grannar sänts av TV3. Sista avsnittet sändes den 28 juli 2022.                                                         | 1985  | 37 år    | 9 031                    | Avslutad |
| 13 | Another World Liksom i flera andra fall var det Irna Phillips som skapade Another World och Agnes Nixon som var huvudförfattare. Another World sändes i 8 891 avsnitt åren 1964–1999. | 1964  | 35 år    | 8 891                    | Avslutad |

## Amerikanska såpoperor

### Dagtid
- Glamour (The bold and the beautiful)
- Makt och begär (The young and the restless)
- As The World Turns (As The World Turns)
- Sunset Beach
- All My Children
- Våra bästa år (Days of our lives)

### Primetime
- Dallas
- Dynastin (Dynasty)
- Maktkamp på Falcon Crest (Falcon Crest)
- Melrose Place (Melrose Place)

### Tittarsiffror
Såpoperorna som sänds dagtid i USA är fortsatt populära enligt tittarsiffror från Nielsen ratings. Den mest sedda såpan i USA är Makt och begär, som dagligen har närmare 5 miljoner tittare i genomsnitt. I perioder har Makt och begär också visats i Sverige av TV4. Internationellt är Glamour den mest sedda såpan, tillika den i Sverige mest sedda. Den fullständiga listan över tittarsiffror för såpoperorna i USA presenteras nedan.

### TV-året säsongen 2008–2009
Snittsiffror för den 22 september 2008 till 15 maj 2009.
1. Makt och begär: 4 995 000 (−176 000/−71 000)
2. Glamour: 3 288 000 (−72 000/−581 000)
3. Våra bästa år: 2 705 000 (−31 000/−208 000)
4. General Hospital: 2 558 000 (+113 000/−395 000)
5. All My Children: 2 555 000 (+96 000/−15 000)
6. One Life to Live: 2 495 000 (+56 000/−216 000)
7. As the World Turns: 2 471 000 (−37 000/−340 000)
8. Guiding Light: 2 044 000 (+26 000/−333 000)

## Svenska serier
De serier som nämns nedan producerades och sändes under 80-, 90- och början av 00-talet. Såpoperan har sedan dött ut till förmån för reality-TV. Den senaste svenska såpoperan som gick på TV var Andra Avenyn. Den slutade dock gå på TV efter våren 2010. Tre Kronor släpptes senare på DVD-boxar, vilket även Skilda världar håller på att göras. 
- Andra Avenyn
- Hotel Seger
- Lösa förbindelser
- Nya tider
- Rederiet
- Rosenholm
- Skilda världar
- Solo
- Storstad
- Tre Kronor
- Varuhuset
- Vita lögner
- Vänner och fiender
- Saltön
- Svenska Hjärtan
- Goda grannar

## Norska såpoperor
- Hotel Cæsar
- Familiesagaen de syv søstre
- Venner og Fiender
- Offshore

## Brittiska såpoperor
- Coronation Street
- Hem till gården
- Pobol y Cwm (på kymriska)
- Take the High Road
- Brookside
- Eastenders
- Machair (på gaeliska)
- River City
- Hollyoaks

## Australiensiska såpoperor
- Home and away
- Grannar

## Tyska såpoperor
- Alles was zählt
- Gute Zeiten, schlechte Zeiten
- Lindenstrasse
- Verbotene Liebe
- Verliebt in Berlin

## Kanadensiska såpoperor
- 49th & Main
- The City
- Le Cœur a ses raisons
- Hillside
- House of Pride
- Metropia
- North/South
- Paradise Falls
- Riverdale
- Scarlett Hill
- Strange Paradise
- Train 48

## Kroatiska såpoperor
- Villa Maria (2004–2005)
- Ljubav u Zaleđu (2005–2006)
- Zabranjena Ljubav (2005–2008)
- Obični Ljudi (2006–2007)
- Ponos Ratkajevih (2007–2008)
- Sve će biti dobro (2008–2009)

## Holländska såpoperor
- Goede Tijden, Slechte Tijden
- ONM

## Egyptiska såpoperor
- Commonwealth Hall
- Wajh al-Qamar

## Finska såpoperor
- Salatut elämät
- Kotikatu

## Franska såpoperor
- Le Cœur a ses raisons
- La famille Plouffe
- Francoeur
- Grand-Papa
- Lance et compte
- Au nom de la loi
- Les Soeurs Elliot

## Nyzeeländska såpoperor
- City Life
- Close to Home
- Shortland Street

## Italienska såpoperor
- La Famiglia dei Furfanti
- Jaula de Lobos
- La Luce di Vita
- Mundo de Mentiras

## Belgiska såpoperor (flamländska)
- Familie (vtm)
- Thuis (vrt één)